# Copidognathus septentrionalis
Copidognathus septentrionalis es una especie de ácaro marino del género Copidognathus, familia Halacaridae. Fue descrita científicamente por Halbert en 1915.
Habita en el océano Atlántico y en aguas europeas. En los Estados Unidos se puede encontrar en Block Island, en el estado de Rhode Island. Estas especies miden aproximadamente 0.2 - 2.0 mm.